# Dyemus basicristatus
Dyemus basicristatus là một loài bọ cánh cứng trong họ Cerambycidae.